# Schwellenkonzept
Schwellenkonzept ist ein Begriff, der in der Hochschullehre verwendet wird, um Kernkonzepte zu beschreiben, die, sobald sie verstanden sind, die Wahrnehmung eines bestimmten Themas, Phänomens oder einer Erfahrung verändern.

## Geschichte
Der Begriff wurde 2005 von Jan Meyer und Ray Land als threshold concept eingeführt; die Autoren erörtern auch die damit zusammenhängende Idee des problematischen Wissens, also Konzepte, die fremd oder kontraintuitiv erscheinen. Der Begriff erwies sich in der Hochschulfachdidaktik als äußerst nützlich.

## Bedeutung
Die Theorie besagt, dass:

... es bestimmte Konzepte oder bestimmte Lernerfahrungen gibt, die dem Durchschreiten eines Portals ähneln, durch das sich eine neue Perspektive eröffnet, die es erlaubt, Dinge zu sehen, die zuvor nicht wahrgenommen wurden. Dies ermöglicht eine neue und zuvor unzugängliche Art, über etwas nachzudenken. Es stellt eine veränderte Art und Weise dar, etwas zu verstehen, zu interpretieren oder zu betrachten, ohne die der Lernende nicht weiterkommt, und führt zu einer Neuformulierung des Bedeutungsrahmens des Lernenden.

Der Schwellenkonzeptansatz betont auch die Bedeutung des disziplinären Kontexts. So kann das Verstehen eines Schwellenkonzepts zu einer veränderten inneren Sicht des Fachs, der Fachlandschaft oder sogar der Weltanschauung führen. Typische Beispiele hierfür sind:
- „Persönlichkeit“ in der Philosophie,
- „Die überprüfbare Hypothese“ in der Biologie,
- „Schwerkraft“ in der Physik,
- „Blindleistung“ in der Elektrotechnik,
- „Abschreibung“ in der Buchhaltung,
- „Juristische Erzählung“ in der Rechtswissenschaft,
- „Geologische Zeit“ in der Geologie,
- „Unsicherheit“ in der Umweltwissenschaft,
- „Dekonstruktion“ in der Literatur,
- „Grenzwert“ in der Mathematik oder
- „Objektorientierte Programmierung“ in der Informatik.

## Charakteristische Eigenschaften
Schwellenkonzepte haben typischerweise folgende Eigenschaften:
- transformativ: Wenn ein Schwellenkonzept einmal verstanden ist, kann es die Wahrnehmung eines Faches oder eines Teils davon verändern.
- irreversibel: Der Perspektivwechsel, den die Aneignung eines Schwellenkonzepts mit sich bringt, ist schwer zu vergessen oder nur mit erheblichem Aufwand wieder zu verlernen.
- integrativ: Schwellenkonzepte legen zuvor verborgene Zusammenhänge offen.
- begrenzt: Jedes Konzept hat Grenzen mit Schwellen zu angrenzenden neuen Begriffsbereichen.
- mühsam: Die Verinnerlichung von Konzepten ist aus einer Vielzahl von Gründen mühsam. Konzepte können fremd wirken, implizit, konzeptionell schwierig, kontraintuitiv oder durch Überkomplexität gekennzeichnet sein.

Schwellenkonzepte werden indirekt auch im Ansatz Decoding the Disciplines thematisiert, der die Verbesserung von Lernen an sogenannten bottlenecks beginnt, bildlich gesprochen Flaschenhälsen, die das Lernen verlangsamen oder verhindern.
Schwellenkonzepte werden zudem nicht nur für Schüler oder Studierende diskutiert, die sich in ein Fach einarbeiten, sondern auch für Lehrende und deren Verständnis von Lehrprozessen.